# Leptoxyphium graminum
Leptoxyphium graminum är en svampart som först beskrevs av Narcisse Theophile Patouillard, och fick sitt nu gällande namn av Speg. 1918. Leptoxyphium graminum ingår i släktet Leptoxyphium och familjen Capnodiaceae.   Inga underarter finns listade i Catalogue of Life.